# لیوتا، مینه‌سوتا
لیوتا (به انگلیسی: Leota) یک منطقهٔ مسکونی در ایالات متحده آمریکا است که در شهرستان نوبلز، مینه‌سوتا واقع شده‌است. لیوتا ۳٫۵ کیلومتر مربع مساحت و ۲۳۰ نفر جمعیت دارد و ۵۲۵ متر بالاتر از سطح دریا واقع شده‌است.